# Geeta Bali
Geeta Bali, właśc. Harkirtan Kaur (ur. 30 listopada 1930 w Amritsarze, zm. 21 stycznia 1965 w Mumbaju) – indyjska aktorka. Jej mężem był Shammi Kapoor.

## Życiorys
Urodziła się jako Harikirtan Kaur w Amritsarze w prowincji Pendżab w Indiach Brytyjskich. Miała starszą siostrę Haridarshan, której córką jest aktorka Yogeeta Bali.
Rozpoczęła karierę filmową jako aktorka dziecięca (miała 12 lat), występując w filmie The Cobbler. Zadebiutowała jako bohaterka w Badnaami (1946).
Stała się gwiazdą w latach 50. XX wieku. Wcześniej pracowała ze swoim przyszłym szwagrem Rajem Kapoorem w Bawre Nain (1950), a z przyszłym teściem Prithvirajem Kapoorem w Anand Math. W przeciwieństwie do innych aktorek, które zrezygnowały z filmów po ślubie, Bali występowała aż do śmierci. Jej ostatnim filmem był Jab Se Tumhe Dekha Hai z 1963. W dziesięcioletniej karierze wystąpiła w ponad 70 filmach.
Bali pomogła Surinderowi Kapoorowi zostać producentem filmowym.
23 sierpnia 1955 poślubiła Shammiego Kapoora, z którym pracowała przy filmie Coffee House. Mieli dwoje dzieci, syna (Aditya Raj Kapoor) i córkę (Kanchan).
Zmarła na ospę.